# Oldelft
Oldelft (opgericht als NV Van Leer's Optische Industrie) was een bedrijf dat in de periode 1939-1990 optische en beeldverwerkende instrumenten vervaardigde. Het bedrijf was gevestigd in Delft, in de Nederlandse provincie Zuid-Holland. In 1990 fuseerde het bedrijf met Enraf-Nonius tot Delft Instruments.

## Geschiedenis
Oldelft werd in 1939 opgericht als NV Van Leer's Optische Industrie door Oscar van Leer, die een zoon was van Bernard van Leer. Het bedrijf was aanvankelijk gevestigd aan de Oude Delft te Delft als een optische en fijnmechanische fabriek.
Spoedig hierna werd Nederland door het naziregime bezet en de bedrijven die de Van Leers bezaten werden hen afgenomen omdat ze van Joodse afkomst waren. Het bedrijf dreigde geliquideerd te worden. Philips-medewerker en uitvinder Albert Bouwers had zojuist een systeem ontwikkeld voor optische röntgenbeeldschermfotografie en hij kreeg de leiding over het bedrijf, dat de naam: N.V. Optische Industrie "De Oude Delft" kreeg. Ook Frits Philips heeft in deze nog bemiddeld. Hij werd bovendien commissaris bij de nieuwe onderneming. Oscar van Leer kreeg de rechten van verkoop voor het systeem in de Verenigde Staten. De activiteiten werden uitgebreid en er werden zowel medische, defensie- en industriële producten ontwikkeld. Een verdeling in arbeidsterrein tussen de Oude Delft en Philips bleef bestaan. Zo kocht Philips zijn optische benodigdheden voortaan bij De Oude Delft.
De omstandigheden werden slechter en de Joodse medewerkers werden opgepakt. Toch werden er nieuwe producten ontwikkeld, zoals röntgenfilmcamera's. Deze maakten de toepassing van fijnmechanische technieken noodzakelijk. Toen er helemaal niets meer kon worden gedaan heeft men zelfs kaleidoscopen gemaakt, een kinderspeelgoed bestaande uit karton en een paar spiegeltjes.
Na de bevrijding werden er slepende en ingewikkelde onderhandelingen gevoerd om de betrekkingen met Philips te herzien, hetgeen in 1947 gelukte. De Herstelbank werd een van de financiers en de bekende natuurkundige Ralph Kronig trad toe tot de Raad van Commissarissen, terwijl Frits Philips terugtrad. Een nieuw pand werd aan de Oostsingel te Delft gebouwd en in 1948 werd de eerste hal in gebruik gesteld. Er volgen echter een paar verliesgevende jaren, gekenmerkt door tal van interne ruzies. Na enige reorganisaties ging het weer beter. Het productengamma bestond nu uit röntgencamera's, nachtkijkers, scanning stereoscopen voor de bestudering van stereografische luchtfoto's, objectieven voor filmprojectoren ten behoeve van Philips, camera-objectieven, schoolmicroscopen, en systemen voor Cinemascope-breedbeeldprojectie. Ook bestond het delfineren, een procedé om lenzen van een anti-reflecterende laag te voorzien.
Ondertussen breidde het bedrijf verder uit. In 1956 werd een bedrijfsschool opgericht.

## Leeuwarden, Roden
In 1957 trad Oscar van Leer toe tot de Raad van Commissarissen. In 1960 werd een fabriek in Leeuwarden opgericht na een collectieve sollicitatie van een aantal LTS-leerlingen. In de Leeuwarder fabriek werden nachtkijkers ontwikkeld en gefabriceerd. In 1963 werd Franke & Co. te Gießen overgenomen.
In Amerika bestond sinds 1952 al de firma Old Delft Optical Corporation (ODOC). Deze werd ingebracht in een joint venture met Aerojet General. Als zodanig ontstond Aerojet Delft, gevestigd te Plainview (New York). Nadat in 1960 besloten was tot de aankoop van de Starfighter zou De Oude Delft het infraroodvizier voor dit gevechtsvliegtuig fabriceren. Ook werd een luchtcamera ontwikkeld die later ook in de civiele sector werd gebruikt voor het vastleggen van snel verlopende processen, de Cinelix. Uit deze ontwikkelingen kwam dan weer de beeldversterker voort die ook van belang was bij de nachtzichtapparatuur en een infraroodschijnwerper overbodig maakte.
Dit leidde tot de oprichting van Delft Electronische Producten (DEP), dat in 1970 een fabriek in Roden in productie bracht. Hier werden en worden beeldversterkers ontwikkeld en vervaardigd. Technologisch kwam De Oude Delft steeds sterker te staan, en gedurende de jaren 60 en 70 van de 20e eeuw werden tal van buitenlandse vestigingen geopend. Ook de Nederlandse Optiek- en Instrumentenfabriek Dr. C.E.Bleeker te Zeist werd overgenomen in 1970, opgericht door Caroline Bleeker. Dit bedrijf werd echter in 1978 geliquideerd. Het vervaardigde voornamelijk refractometers.
Vanaf 1973 liepen de bedrijfsresultaten in snel tempo terug, vooral 1978 was een slecht jaar. Oorzaak was onder andere de grote diversiteit aan activiteiten. Er volgde vanaf 1977 een reorganisatie en massa-ontslag van 224 medewerkers, hetgeen er uiteindelijk 130 werden. Eind jaren 70 was het bedrijf weer winstgevend.
In 1969 werd Deltronix Nuclear te Den Haag overgenomen. Aldus werd Deltronix Nuclear Delft opgericht, dat apparatuur van derden verkocht voor het volgen van radioactieve isotopen in het lichaam. Leverancier werd uiteindelijk Toshiba. De zaken gingen zeer goed en in 1980 werd deze activiteit in zijn geheel door Toshiba overgenomen.

## Oldelft
In 1985 werd de naam van het bedrijf gewijzigd in Oldelft Groep. Dit betrof de omzetting van het bedrijf in een houdstermaatschappij. Hiermee konden vijandelijke overnamepogingen beter worden geweerd. In 1989 volgde beursintroductie en in 1990 fuseerde Oldelft met NV Verenigde Instrumentenfabrieken Enraf-Nonius tot Delft Instruments.

## Bewapening
Vooral de productie en leverantie van defensie-apparatuur, waaronder nachtkijkers en beeldversterkers, hebben het bedrijf meer dan eens een slechte naam bezorgd. Dit betrof met name de Operatie La Paz uit 1981, waarbij nachtzichtapparatuur aan het Irak van Saddam Hoessein werd geleverd toen dat land in oorlog was met Iran en er een wapenembargo van kracht was. In 1983 werd een inval bij het bedrijf gedaan door de Economische Controledienst (ECD) en kwam het tot een rechtszaak. Het bedrijf werd echter vrijgesproken aangezien een eindbestemmingsverklaring nog niet verplicht was en de goederen via sluiproutes werden geleverd, waarbij Engeland en Portugal als bestemming werden opgegeven. Pas in 1984 werd dit lek in de exportwetgeving gedicht.

## Heden
Onder de namen Oldelft Benelux en Delft Imaging Systems BV, onderdelen van Delft Diagnostic Imaging levert men nog steeds medische beeldvormende apparatuur in de Benelux en opkomende landen in met name Afrika. Oldelft Ultrasound ontwikkeld, produceert en levert high-tech innovatieve ultrasoon transducenten aan OEM-gebruikers wereldwijd.

## Trivia

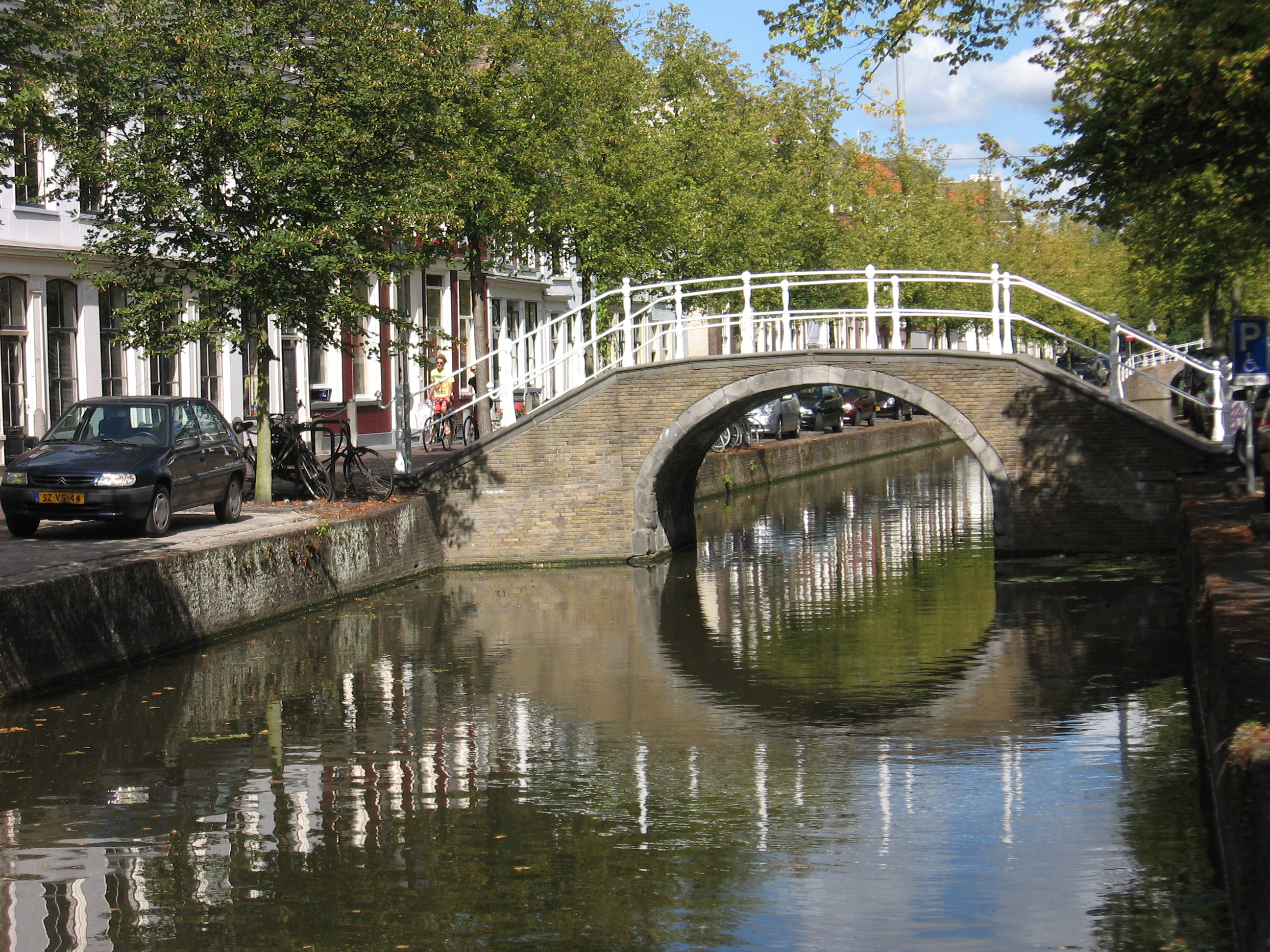
Brug over de Oude Delft. (Vergelijk het logo van Oldelft op hun website)

Het logo van Oldelft omvatte twee halve cirkelbogen. Deze symboliseerden de boog van een brug over de Oude Delft en de spiegeling daarvan in het water.